# Calendario celta
El calendario celta consta de una variedad de sistemas utilizados por los pueblos celtas precristianos para medir el paso de los días, meses, estaciones y años y determinar la celebración de las festividades.

## Calendario celta continental
El calendario galo de Coligny es probablemente el ritual de calendario lunisolar celta más antiguo que existe. Fue descubierto en Coligny, Francia y ahora se muestra en el Museo Galo-Romano de Lyon. Data del primer siglo a. C., cuando el imperio romano impuso el uso del calendario juliano en la Roma gala. El calendario está elaborado a base de fragmentos de bronce en una enorme placa. Lleva inscrita la palabra Galo con caracteres latinos y usa numeración romana. 
El calendario de Coligny es un intento de reconciliar los ciclos de la Luna y el Sol (como en nuestro moderno calendario gregoriano). Sin embargo, el calendario Coligny considera las fases de la luna como importantes, y todos los meses comienzan con la misma fase lunar.
El calendario usa un arreglo matemático para mantener un calendario normal de 12 meses sincronizado con la luna, y mantiene la totalidad del sistema sincronizado añadiendo un mes extra cada 2 años y medio. El calendario de Coligny registra un ciclo de 62 meses lunares de 5 años, dividido en 15 días de luz y 15 días de oscuridad (o medio ciclo lunar) cada uno. 
El formato astronómico de los años que el calendario de Coligny representa puede ser muy antiguo, al ser los calendarios incluso aún más conservadores que los cultos y los rituales. La fecha de su inicio es desconocida, pero la correspondencia con los calendarios celta insular y celta continental sugiere que algunas de las formas pueden datar de los tiempos proto-celtas, aproximadamente 800 a. C.
El calendario Coligny efectúa una compleja sincronización de los meses solares y lunares, y lo hace tal vez por razones filosóficas o por razones prácticas; se destaca que el mismo mantiene un alto grado de sofisticación.

## Calendarios galeses e irlandeses medievales
Entre los celtas insulares (de Gran Bretaña e Irlanda) el año está dividido en la de mitad luz y la mitad oscuridad. Al ver el día al comienzo del amanecer, el año se veía como el comienzo de la llegada de la oscuridad, en Samhain el primero de noviembre. La media parte de luz del año comienza en Beltane el primero de mayo. Estos festivales que comienzan la noche anterior de la festividad pueden verse todavía en las celebraciones y prácticas folclóricas de los galos, como las tradiciones de Oíche Shamhna (Noche de Samhain) entre los irlandeses y Oidhche Shamhna entre los escoceses.
En su guerra de las Galias, Julio César dijo que «los celtas galos mantienen los cumpleaños y los comienzos de los años y meses en tal orden que el día sigue a la noche». Además, César dice «por la noche» en vez de «al anochecer» de modo que no sabemos cuanto difieren los galos de nuestro método de contar desde la medianoche. Los periodos más largos quedaron reconocidos en noches, como ocurre actualmente en el término inglés fortnight, equivalente a una quincena aunque con el significado etimológico de «catorce noches».

## Nuevo año celta cuestionado
Durante el siglo pasado la literatura ha dado nacimiento a la casi universal suposición de que Samhain era el nuevo año celta, pero algunos historiadores han comenzado a cuestionar esta creencia. En su estudio del calendario folclórico de las islas británicas Stations of the Sun, el historiador británico Ronald Hutton escribe que no hay referencias anteriores al siglo XVIII ni en registros cívicos, ni en iglesias que atestigüen este uso. Aunque sería correcto referirse a Samhain como «el fin del verano», este punto de descenso hacia la oscuridad del año necesitaría mejor prueba para nosotros que citar este fin como si fuese un comienzo. Tanto si los antiguos celtas vieron a Samhain como el comienzo del año, o tan solo como un punto de turno entre otros en el ciclo de las estaciones, Samhain sigue siendo recordado como el nuevo año celta por las culturas celtas vivientes, ambas en las naciones celtas y la diáspora. De momento, los calendarios contemporáneos producidos por la organización política la Liga celta comienzan y terminan en Samhain.

## Calendarios neolíticos preceltas
En Europa y en las naciones celtas pueden encontrarse antiguos monumentos neolíticos de piedra, equinoccios lunares y fenómenos alineados a los solsticios de invierno y verano con concentraciones particulares en Inglaterra, Gales, Escocia e Irlanda. El más famoso de todos estos es Stonehenge, en la llanura de Salisbury, Maeshowe en Orkney, navetas como en Knowth y en Newgrange en el valle irlandés Boyne. La creencia popular tiene estos lugares por celtas, pero la mayoría de ellos son de origen precelta.

## Calendarios neopaganos
En algunas religiones neopaganas, se observan los calendarios celtas basados en la irlanda medieval u otras culturas celtas antiguas con propósitos de ritual. Los reconstruccionistas de tradiciones adherentes celebran las cuatro festividades gaélicas de Samhain, Imbolc, Beltane y Lughnasadh y a menudo se devotan al estudio de la lengua y al uso de lenguas celtas en el ritual.
Algunos neopaganos eclécticos como los Wicca, combinan las festividades gaélicas de fuego con celebraciones de solsticios y equinoccios derivadas de culturas no celtas para producir la moderna Rueda del Año. El neopaganismo no se centra en ninguna cultura o lengua particular. Algunos neopaganos eclécticos están influenciados por el calendario ficticio de Robert Graves El árbol del calendario celta el cual no tiene fundación en calendarios históricos o astrología celta antigua real.

## Calendario lunisolar con siglos de 30 años
La controversia está en que el calendario celta era un calendario lunisolar, con siglos de 30 años, los meses correspondían a un ciclo lunar; y de las ocho fiestas que existían cuatro eran solares: las correspondientes a los dos equinoccios, el de primavera, Ostara, y el de otoño, Mabon; y a los dos solsticios, el de verano, Litha, y el de invierno, Yule; y las otras cuatro eran fiestas lunares, que los romanos convirtieron en solares al imponer su calendario; pero estas fiestas lunares correspondían a la segunda luna llena después de cada equinoccio o solsticios, empezando el año con la segunda luna llena después del equinoccio de otoño, fiesta del Samhain. En el año 2020 coincidió el solar, que habían impuesto los romanos, con el que realmente es, ya que la noche del 31 de octubre al 1 de noviembre hubo luna llena. La segunda fiesta lunar corresponde a la segunda luna llena después del solsticio de invierno, Imbolc. La tercera fiesta lunar corresponde a la segunda luna llena después del equinoccio de primavera, Beltane. La cuarta fiesta lunar corresponde a la segunda luna llena después del solsticio de verano, Lughnasadh; empezando y terminando el año en la segunda luna llena después del equinoccio de otoño, por lo cual, los años variaban en el número de días, y un siglo lo componían 30 años, que daba lugar a un nuevo ciclo, y que ajustaban celebrando tres días de fiesta en cada festividad de las ocho fiestas que se han nombrado. A algunos años les correspondían trece meses, en vez de los doce habituales.